# 波利亞納 (舊桑博爾區)
49°31′27″N 22°52′27″E / 49.52417°N 22.87417°E
波利亞納（烏克蘭語：Поляна），是烏克蘭西部的村莊，隸屬利維夫州的桑比爾區。該村面積1.1平方公里，海拔高度460米，人口360，人口密度每平方公里327.87人。